# Eiskalt: Mord, Kaffee und Jessica Wongso
Eiskalt: Mord, Kaffee und Jessica Wongso (englisch Ice Cold: Murder, Coffee and Jessica Wongso) ist ein indonesisch-singapurischer Dokumentarfilm über Kriminalität aus dem Jahr 2023 unter der Regie von Rob Sixsmith über den Mord an Wayan Mirna Salihin im Jahr 2016, die mutmaßlich von ihrer Freundin Jessica Kumala Wongso getötet wurde. Während Wongso inhaftiert ist, konzentriert sich der Film auf die Personen, die mit dem Fall in Zusammenhang stehen: Salihins Familienangehörige, Wongsos Verteidigung, die Staatsanwälte des Prozesses sowie Zeugen, Experten und Journalisten, die ihre Standpunkte und Argumente darlegen und gleichzeitig die Natur des indonesischen Verbrechers kommentieren Justizsystem, das die Gegner von Wongsos Verurteilung für fehlerhaft hielten.
Zwei Jahre nach den Dreharbeiten wurde „Ice Cold“ am 28. September 2023 auf der Streaming-Plattform Netflix veröffentlicht. Der Film brachte den Fall erneut ins öffentliche Bewusstsein, und viele begannen, die Gültigkeit des Urteils in Frage zu stellen.

## Inhalt
In „Ice Cold: Murder, Coffee and Jessica Wongso“ sind zunächst Edi Darmawan und Made Sandy Salihin zu sehen, der Vater und die Zwillingsschwester von Wayan Mirna Salihin, der 2016 angeblich an einer Zyanidvergiftung starb, nachdem sie im Olivier Café im Grand von Jakarta einen vietnamesischen Eiskaffee getrunken hatte Indonesien Shopping Town, obwohl sie den Wunsch hatte, selbst ein Kaffeegeschäft zu gründen. Edi sagte, dass Wongso ihm am Tag des Ereignisses gesagt habe, sie habe ein Glas Wasser getrunken, was unwahr sei, und ihm gegenüber bestätigt habe, dass sie Salihin ermordet habe. Oliviers Manager und Barista Devi Siagian und Rangga Saputro sagten, sie hätten Wongso wegen ihrer zurückhaltenden Haltung verdächtigt. Salihin wurde am nächsten Tag begraben, als die Polizei Edi mitteilte, dass seine Tochter vergiftet worden sei.
Der Prozess erlangte schnell Berühmtheit, manche nannten ihn den „Prozess des Jahrhunderts“, ähnlich dem von O. J. Simpson. Nachrichtensprecher Timothy Marbun zitierte Wongso und Salihin, die gemeinsam in Australien aufs College gingen, als Anlass zu Gerüchten, dass sie lesbisch seien, wobei Wongso eifersüchtig auf Salihins Ehe sei. Unterdessen glaubten diejenigen auf Wongsos Seite, dass sie als Sündenbock benutzt wurde; Dieser Meinungswandel wurde ihrem Anwalt Otto Hasibuan zugeschrieben, der sich bereit erklärte, ehrenamtlich mitzumachen. Wongso sagte, sie fühle sich von der leitenden Staatsanwältin Shandy Handika ständig unter Druck gesetzt, und die Aufmerksamkeit der Medien habe Auswirkungen auf ihre geistige Gesundheit. Ein Interview mit dem Regisseur des Films, Rob Sixsmith, wurde abgebrochen und dauerhaft verboten, da der Dialog „zu tiefgründig“ wurde. Der Gerichtssaal wurde als „Fußballstadion“ beschrieben, in dem das Publikum ständig jubeln und ausrufen.
Mit fortschreitendem Prozess nahmen die Spannungen zwischen Staatsanwaltschaft und Verteidigung zu. Dem australischen forensischen Pathologen Beng Beng Ong, der natürliche Ursachen vermutete, wurde eine Auszahlung vorgeworfen. Da er kein Arbeitsvisum beantragte, wurde er abgeschoben. Die Staatsanwälte sagten, sie hätten emotionale Manipulation versucht, um die Fähigkeit der Verteidigung zu behindern, weiter zu argumentieren. Im Internet kursierten Fotos, auf denen Salihin einen blauen Teint zeigte, der laut Atmadja nicht auf Zyanid hindeutete, das bei den Opfern zu Rötungen führen würde. Dieselben Fotos, rot abgestuft, erneut in Umlauf gebracht; Er diskreditierte die Fotos, da er sah, dass Salihin selbst den blauen Teint hatte. Der Richter hielt sie für ungültige Beweise.
Erasmus Napitupulu vom Institute for Criminal Justice Reform argumentierte, Wongsos Anklage sei ein Beispiel dafür, dass Polizei und Staatsanwälte übermäßige Macht hätten, wodurch die Richter jegliche neutrale Denkweise verloren hätten. Aufgrund des Mangels an substanziellen Beweisen ging Napitupulu davon aus, dass die Beweise lediglich spekulativ seien und dass sie zu früh zu dem Schluss kamen, dass es sich um einen Mord handele. Hasibuan war der Meinung, dass der Prozess mit Voreingenommenheit endete und die Richter ihn jedes Mal entließen, wenn er konkrete Beweise vorlegte. Der Psychologe Reza Indragiri, der für Wongso aussagte, sagte, „eine bestimmte Partei“ habe ihn mit Geld bestochen, damit er mit dem Reden aufhöre; In einem Medieninterview bestätigte Edi, dass er es war, beabsichtigt als Transporthonorar für Indragiri. Indragiri vermutete daher, dass möglicherweise auch die Strafverfolgungsbehörden bestochen wurden.
Fernsehsender übermittelten die Test-Sendezeiten, die zuvor von Sinetrons gehalten wurden; Die öffentliche Wahrnehmung wurde sogar mit dem Schwarz-Weiß-Dualismus von Sinetrons verglichen. Edi argumentierte, dass die Berühmtheit und die große Sympathie des Falles für Salihin auf ihre Schönheit zurückzuführen seien, während Wongso „seltsame“ Gesichtszüge habe. In ihrem Tagebuch schrieb Wongso, dass die gegen sie erhobenen Theorien unlogisch seien. Darüber hinaus wurde das Filmmaterial, in dem sie Olivier betritt und verlässt, ständig in einer Endlosschleife aufgezeichnet, während die nachfolgenden Abschnitte gelöscht wurden. Schließlich wurde Wongso zu bis zu 20 Jahren Gefängnis verurteilt; Die Verteidigung hat alle Berufungsmöglichkeiten ausgeschöpft.

### Konkrete Argumente
- Die Staatsanwälte stellten fest, dass Wongso einen Stuhl und eine Papiertüte bewegte, wodurch die Videoüberwachung behindert wurde, und dass sie 40 Minuten zu früh bei Olivier ankam. Laut ihrer WhatsApp-Interaktion mit ihren Freunden glaubte Wongso jedoch, dass auch diese zu früh angekommen waren, und behauptete, dass ihr Umzugsgepäck ihre Langeweile lindern sollte.
- Die Befürworter der Verurteilung bemerkten ihre ruhige und berechnende Haltung, ohne Tränen zu vergießen; Hiariej bemerkte, dass sie bei Interviews immer wieder nach oben schaute, und vermutete, dass dies ein Anzeichen dafür sei, dass sie versucht habe, Erfindungen zu erschaffen. Die Staatsanwälte zitierten außerdem einen Psychologen, der sagte, Wongso leide an einer zeitweise auftretenden explosiven und zwanghaften Störung; Edi hingegen bemerkte, dass ein forensischer Experte sie eine „verrückte [...] Psycho-Narzisstin“ nannte. Diese Expertin sagte auch, dass sie physiognomisch ein kindliches aufmerksamkeitsstarkes und rachsüchtiges Verhalten an den Tag legt und dass ihre Augen „nicht leuchten“ wie die des ehemaligen amerikanischen Präsidenten Jimmy Carter und der Schauspielerin Julia Roberts. Indagiri und sein Psychologenkollege Dewi Haroen stellten fest, dass dies pseudowissenschaftlich und scheinbar sei. Der Journalist Fristian Griec, der es geschafft hat, Jessica zu interviewen, sagte, sie zeige eine sorglose Haltung und widerlegte damit die Behauptung, sie sei berechnend.
- Hasibuan fragte, ob Wongsos Motiv berücksichtigt wurde; Die Staatsanwälte meinten jedoch, dass Indizienbeweise ausreichten.
- Der Toxikologe Slamet Purnomo gab an, dass keine Autopsie durchgeführt wurde, da die Salihins nur eine Probenahme aus dem Magen erlaubten; Daher können alternative Todesursachen nicht untersucht werden. Djaja Surya Atmadja, eine forensische Pathologin, sagte aus, dass ihr Magen 70 Minuten nach ihrem Tod negativ auf Zyanid getestet worden sei. Darüber hinaus gab Purnomo an, dass ihr Magen 0,2 mg/Liter Zyanid enthielt, weit weniger als die tödliche Dosis, 50–176 mg/Liter. Der Toxikologe Budi Budiawan stellte fest, dass Zyanid verdunsten kann; Somit hätte Olivier von einem Geruch erfüllt sein müssen.
- Hasibuan fand keinen Geruch in der Flasche, in die der Kaffee umgefüllt wurde; Darüber hinaus war dies ein Beispiel für die Manipulation von Beweismitteln.
- Zu Wongsos krimineller Vergangenheit in Australien gehörte ein Unfall in einem Waisenhaus; Der Beamte John Torres bemerkte, dass sie einmal selbstmordgefährdet war. So entstand die Auffassung, dass depressive Menschen wie sie eher zum Mord fähig seien. Indragiri wies diese Behauptungen zurück und Hidayat Bostam argumentierte, dass es sich dabei um getrennte Themen handele.

## Produktion
„Eiskalt: Mord, Kaffee und Jessica Wongso“ wurde von Rob Sixsmith für Beach House Pictures inszeniert. Die Aufnahmen des Films entstanden von Januar bis Oktober 2016.
Mirnas Freundin Hani Juwita Boon weigerte sich, interviewt zu werden, und blockierte Netflix, sie zu kontaktieren, was später von Otto Hasibuan während eines Podcasts mit Deddy Corbuzier enthüllt wurde. Auch Krishna Murti, ein Polizist, der an dem Fall arbeitete, weigerte sich, interviewt zu werden. Mirnas Ehemann Arief Soemarkos Verwandter Steve sagte, dass Soemarko das Interview ablehnte, da es sein altes Trauma aufdeckte, und fügte hinzu, dass es Gruppen gebe, die diese Gelegenheit nutzen, um Inhalte zu erstellen.

## Freigabe und Empfang
Der Film wurde am Donnerstag, 28. September, auf Netflix ausgestrahlt. und wurde schnell zum meistdiskutierten Film in Indonesien. In einer 5-Sterne-Rezension von CNN Indonesia hieß es, der Dokumentarfilm sei ein provokantes Drama. aber auch, dass „Jakarta, CNN Indonesia – Ice Cold: Murder, Coffee und Jessica Wongso im Jahr 2023 sofort an die Spitze meiner Lieblingssendungen kamen … Wie könnte es nicht sein, dieser von Rob Sixsmith inszenierte Film vereint meine Leidenschaft für Dokumentarfilme und Thriller und erhält meine Lieblingszutaten, die auch die der meisten Indonesier sind: Drama, Sensation und Mystery.“
Der Trailer zum Film wurde von 44 Millionen Menschen angesehen, einer der höchsten Traileraufrufe einer Netflix-Dokumentation überhaupt, und der Film ist der erste indonesische Dokumentarfilm, der es auf Platz 10 der Netflix-Top-Ten-Liste globaler Filme (nicht englisch) schafft 6 für 2 Wochen. In den ersten drei Wochen nach der Veröffentlichung war es der Film Nummer eins auf Netflix Indonesien.
Die Jakarta Post, die die allgemeine Objektivität des Films anhand von „Adythia Utama, einer in Jakarta ansässigen Dokumentarfilmerin, beurteilte, kam zu dem Schluss, dass der Dokumentarfilm selbst in seiner Präsentation recht neutral ist. Fakten, die das Argument stützen, dass Jessica schuldig ist, wie ihre 14 Straftaten in Australien, werden immer noch in der zweiten Hälfte des Films gezeigt. „Jeder Dokumentarfilm hat einen Blickwinkel, und die Möglichkeit einer Voreingenommenheit besteht immer“, sagte Adythia am Donnerstag gegenüber der Post. „Aber ich denke, am Ende möchte Ice Cold die Wege aufdecken.“ in denen das indonesische Justizsystem Mängel aufweist“, fügte er hinzu.
Die evidenzbasierte Darstellung des Falles löste bei Indonesiern negative Gefühle aus, die glauben, dass Wongso nicht der Mörder ist. Die Kritik von Liputan 6 fügte hinzu, dass die Voreingenommenheit des Films auf dem Mangel an Details im Dokumentarfilm beruhte, zu dem auch das Fehlen von Szenen gehörte, in denen Wongso sich nach der Evakuierung von Mirna die Hände kratzte, und dass Wongsos Hose verschwunden war.
Von Kritikern wurde der Film ziemlich positiv aufgenommen. Veröffentlichungen wie „The Diplomat“ erklärten: „Während die Geschichte Indonesien polarisierte und die Anhänger Teams zugunsten von Wongso oder Salihin bildeten, ermöglichte die Zeit, die seit der Verurteilung verstrichen ist, eine ruhigere und kühlere Rezension.“ die Ereignisse, die sich zugetragen haben, etwas, das mit der neuen Netflix-Dokumentation erreicht werden soll.
Die Szene, in der es Jessica Wongso verboten wurde, im Gefängnis ein Interview zu geben, wurde im Internet zum Trend. Die Vertreterin des Justizministeriums, Rika Aprianti, sagte jedoch, dass sie vom Filmteam keine Interviewerlaubnis erhalten hätten. Eine Behauptung, die später von Internetnutzern heftig als unmöglich in Frage gestellt wurde. Mirnas Vater, Edi Darmawan Salihin, war durch diesen Film ins Rampenlicht gerückt, und nur wenige Leute diskutierten über seine eigenen Kontroversen, wie zum Beispiel: Womanizing, das Halten einer Flasche Zyanid und die Beleidigung von Wongsos Persönlichkeit und führte zu massiven Entlassungen seiner Mitarbeiter. Indonesische Internetnutzer hoben in der Dokumentation auch den Auftritt von Ferdy Sambo hervor, einem Polizisten, der Brigadier Nofriansyah Yosua Hutabarat ermordet hatte. Krishna Murti, die damals den Fall leitete, wurde erneut viral, nachdem Wongso sagte, sie sei gezwungen worden, zuzugeben, Mirna getötet zu haben, und einen Haftbefehl gegen sie zu unterzeichnen. Otto Hasibuan, ein Anwalt, der Wongso damals verteidigte, sagte, er habe ihr gesagt, sie solle einen Gnadenantrag unter der Bedingung stellen, dass sie sich schuldig bekenne, was jedoch von Wongso abgelehnt wurde, der sagte, sie würde niemals einen Fehler zugeben, den sie begangen habe Ich begebe mich nicht und würde mich lieber für eine Inhaftierung entscheiden.
Dies führte zu öffentlichen Spekulationen, dass Jessica Wongso nicht die Mörderin war und gewaltsam inhaftiert wurde. Der Spekulation widersprach später Edward „Eddy“ Omar Sharif Hiariej, Professor an der juristischen Fakultät der Gadjah-Mada-Universität und Sachverständiger bei der Verhandlung des Falles, der sagte, dass Jessica eindeutig die Mörderin sei, indem er Beweise aus neun CCTV-Aufnahmen hinzufügte zwei Sachverständige. Er fügte außerdem hinzu, dass er aufgrund der Möglichkeitstheorie, die er zusammen mit „I Made Gelgel“ verwendete, um herauszufinden, wann das Zyanid in das Glas gegeben wurde, angab, dass sich alle Zeugen am selben Ort befunden hätten und Jessica nur in der Nähe des Kaffees gesehen hätten. Während eines Podcasts mit Denny Sumargo erklärte Eddy, Wongso sei nicht zu einem Interview zugelassen worden, weil für die Befragung von Gefangenen bestimmte Anforderungen, insbesondere Sicherheitsaspekte, gelten, und vermutete, dass während des Interviews gegen etwas verstoßen wurde.